# Rivetina
Genre
Rivetina est un genre d'insectes de l'ordre des Mantodea et de la famille des Rivetinidae.

## Répartition
Les espèces de ce genre se rencontrent dans la zone paléartique.

## Description
Ce genre est constitué de grandes espèces avec le prothorax allongé et la tête légèrement large. Les élytres des femelles sont raccourcis et n'atteignent pas l'apex de l'abdomen. Les ailes sont parfois écailleuses et celles des femelles sont plus ou moins colorées. La lame supra-anale est allongée. Les élytres des  mâles et des femelles sont plus ou moins opaques et présentent un stigma concolore. Le prothorax est caréné et denticulé. Les pattes postérieures sont allongées.

## Systématique
Ce genre à été nommé par les entomologistes français Lucien Berland et Lucien Chopard en 1922 pour remplacer le genre Fischeria Saussure, 1869 préoccupé par le genre de diptère Fischeria Robineau-Desvoidy, 1830. Il a pour espèce type Rivetina baetica Rambur, 1839.

### Publication originale
- Lucien Berland et Lucien Chopard, « Travaux scientifiques de l'Armée d'Orient (1916-1918). Orthoptères », Bulletin du Muséum d'Histoire Naturelle, Paris, vol. 28,‎ 1922, p. 166-170 (ISSN 1148-8425, lire en ligne, consulté le 7 juin 2025).

### Étymologie
Le nom générique, Rivetina, a été donné en l'honneur du Docteur Rivet.

### Liste des espèces
Selon GBIF (7 juin 2025) :
- Rivetina asiatica Mistshenko, 1967
- Rivetina baetica (Rambur, 1839)
- Rivetina balcanica Kaltenbach, 1963
- Rivetina beybienkoi Lindt, 1961
- Rivetina buettikeri Kaltenbach, 1982
- Rivetina byblica La Greca & Lombardo, 1982
- Rivetina caucasica (Saussure, 1871)
- Rivetina compacta Lindt, 1980
- Rivetina crassa Mistshenko, 1949
- Rivetina dentata Mistshenko, 1967
- Rivetina deserta Mistshenko, 1967
- Rivetina dolichoptera (Schulthess, 1894)
- Rivetina elegans Mistshemko, 1967
- Rivetina excellens La Greca & Lombardo, 1982
- Rivetina fasciata (Thunberg, 1815)
- Rivetina feisabadica Lindt, 1961
- Rivetina gigantea Kaltenbach, 1991
- Rivetina gigas (Saussure, 1871)
- Rivetina grandis (Saussure, 1872)
- Rivetina inermis Uvarov, 1922
- Rivetina iranica La Greca & Lombardo, 1982
- Rivetina karadumi Lindt, 1961
- Rivetina karateginica Lindt, 1961
- Rivetina laticollis La Greca & Lombardo, 1982
- Rivetina monticola Mistshenko, 1956
- Rivetina nana Mistshenko, 1967
- Rivetina pallida Kaltenbach, 1984
- Rivetina parva Lindt, 1980
- Rivetina pulisangini Lindt, 1968
- Rivetina rhombicollis La Greca & Lombardo, 1982
- Rivetina similis Lindt, 1980
- Rivetina syriaca (Saussure, 1869)
- Rivetina tarda Lindt, 1980
- Rivetina varsobica Lindt, 1968